# CTS두란노성경교실 인바이블
《CTS두란노성경교실 인바이블》은 어렵고 지루하게 느껴지는 성경을 영화 속 명장면으로 만들어주는 CTS기독교TV의 토크 프로그램이다.

## 진행
- 최윤영

## 패널
- 김 성
- 이성미
- 하임 헬르적